# Rezerwat przyrody Husówka
Rezerwat przyrody Husówka – rezerwat przyrody znajdujący się na terenie wsi Sietesz, w pobliżu miejscowości Husów. na terenie gminy Kańczuga w powiecie przeworskim w województwie podkarpackim.
numer według rejestru wojewódzkiego – 43
powierzchnia według aktu powołującego – 71,96 ha
dokument powołujący – M.P. z 1995 r. nr 5, poz. 78
rodzaj rezerwatu – florystyczny
przedmiot ochrony (według aktu powołującego) – naturalne stanowisko kłokoczki południowej.